# Pohoja Krînîțea, Romnî
Pohoja Krînîțea (în ucraineană Погожа Криниця) este localitatea de reședință a comunei Pohoja Krînîțea din raionul Romnî, regiunea Sumî, Ucraina.

## Demografie
Componența lingvistică a localității Pohoja Krînîțea
     Ucraineană (98,29%)
     Rusă (1,52%)
Conform recensământului din 2001, majoritatea populației localității Pohoja Krînîțea era vorbitoare de ucraineană (98,29%), existând în minoritate și vorbitori de rusă (1,52%).